# Lalibrairie.com
lalibrairie.com est la marque de l'entreprise de commerce électronique française « La Générale Librest » basée à Ivry-sur-Seine dans le département du Val-de-Marne en région parisienne.
Le site est spécialisé dans la vente de livres, avec comme particularité le retrait possible des livres effectué auprès d'une des 1 800 librairies partenaires en France et en Belgique.
Ce mode de fonctionnement favorise la rencontre avec les libraires et le maintien des librairies de proximité. À ce titre, lalibrairie.com reçoit le soutien du Centre national du livre et de la région Île-de-France.
Elle a été présentée comme une alternative à Amazon,.
En 2009 Renny Aupetit prend la direction de l'entreprise ; lui succède en 2018 Georges Marc Habib.